# 郭今吾
郭今吾（1915年—1998年），男，山西太谷人，中华人民共和国政治人物，曾任中华人民共和国商业部副部长，中国商业经济学会会长。